# Ellamaa
Ellamaa är en by i nordvästra Estland. Den ligger i Saue kommun i landskapet Harjumaa, 50 km sydväst om huvudstaden Tallinn. Antalet invånare var 172 år 2011. Byn tillhörde Nissi kommun 1992–2017.
Ellamaa ligger 58 meter över havet och terrängen runt byn är mycket platt. Runt Ellamaa är det mycket glesbefolkat, med 3 invånare per kvadratkilometer. Närmaste större samhälle är Turba, 4 km nordost om Ellamaa. I omgivningarna runt Ellamaa växer i huvudsak blandskog.